# Torneo masculino de fútbol en los Juegos Bolivarianos de 2017
El torneo de fútbol masculino fue  una de las disciplinas deportivas en los XVIII Juegos Bolivarianos de 2017. Comenzó el 15 de noviembre y culminó el 23 de noviembre de 2017. Los participantes fueron las selecciones masculinas de categoría sub-17.

## Sede
El Estadio Unidad Bolivariana Bureche es el estadio en el que albergó esta competición, tiene capacidad para 16 000 espectadores y hace parte de las 12 obras deportivas construidas para las justas.
| Santa Marta                        |
| ---------------------------------- |
| Estadio Unidad Bolivariana Bureche |
| Aforo: 16 000                      |
|                                    |

## Participantes
| Bandera de Bolivia | Bandera de Colombia | Bandera de Ecuador | Bandera de El Salvador | Bandera de Venezuela |
| Bolivia            | Colombia            | Ecuador            | El Salvador            | Venezuela            |
| ------------------ | ------------------- | ------------------ | ---------------------- | -------------------- |

## Resultados

### Primera fase
| Selección   | Pts. | PJ | PG | PE | PP | GF | GC | Dif |
| ----------- | ---- | -- | -- | -- | -- | -- | -- | --- |
| Ecuador     | 8    | 4  | 2  | 2  | 0  | 9  | 2  | 7   |
| Colombia    | 8    | 4  | 2  | 2  | 0  | 4  | 1  | 3   |
| Bolivia     | 5    | 4  | 1  | 2  | 1  | 6  | 7  | –1  |
| Venezuela   | 4    | 4  | 1  | 1  | 2  | 3  | 5  | –2  |
| El Salvador | 1    | 4  | 0  | 1  | 3  | 3  | 10 | –7  |

#### Jornada 1
| 15 de noviembre de 2017, 14:00 (UTC-5) | Ecuador                                   | 2:2 (2:0) | Venezuela                                | Estadio Unidad Bolivariana Bureche, Santa Marta |                           |
|                                        | Santiago Micolta 7' · Jordan Rezabala 11' | Reporte   | José Barragán 53' · Christian Makoun 63' | Árbitro(s): Henry Gambeta                       | Árbitro(s): Henry Gambeta |

| 15 de noviembre de 2017, 16:00 (UTC-5) | El Salvador | 0:2 (0:1) | Colombia                                  | Estadio Unidad Bolivariana Bureche, Santa Marta |                              |
|                                        |             | Reporte   | Robert Mejía 37' · Sebastián Peñaloza 70' | Árbitro(s): Marlon Escalante                    | Árbitro(s): Marlon Escalante |

#### Jornada 2
| 16 de noviembre de 2017, 14:00 (UTC-5) | Ecuador                                       | 4:0 (0:0) | El Salvador | Estadio Unidad Bolivariana Bureche, Santa Marta |                          |
|                                        | Jordan Rezabala 55' 65' 70' · Yarol Tafur 60' | Reporte   |             | Árbitro(s): Luis Sánchez                        | Árbitro(s): Luis Sánchez |

| 16 de noviembre de 2017, 16:00 (UTC-5) | Colombia            | 1:1 (0:0) | Bolivia         | Estadio Unidad Bolivariana Bureche, Santa Marta |                                |
|                                        | Deyman Cortés 90+1' | Reporte   | John García 70' | Árbitro(s): Guillermo Guerrero                  | Árbitro(s): Guillermo Guerrero |

#### Jornada 3
| 18 de noviembre de 2017, 14:00 (UTC-5) | Venezuela | 0:2 (0:0) | Bolivia             | Estadio Unidad Bolivariana Bureche, Santa Marta |                           |
|                                        |           | Reporte   | Ferddy Roca 60' 70' | Árbitro(s): Henry Gambeta                       | Árbitro(s): Henry Gambeta |

| 18 de noviembre de 2017, 16:00 (UTC-5) | Colombia | 0:0     | Ecuador | Estadio Unidad Bolivariana Bureche, Santa Marta |                         |
|                                        |          | Reporte |         | Árbitro(s): José Jordán                         | Árbitro(s): José Jordán |

#### Jornada 4
| 19 de noviembre de 2017, 14:00 (UTC-5) | Bolivia | 0:3 (0:1) | Ecuador                                                       | Estadio Unidad Bolivariana Bureche, Santa Marta |                          |
|                                        |         | Reporte   | Gonzalo Plata 36' · Joseph Espinoza 66' · Jordan Rezabala 76' | Árbitro(s): Luis Sánchez                        | Árbitro(s): Luis Sánchez |

| 19 de noviembre de 2017, 16:00 (UTC-5) | El Salvador | 0:1 (0:1) | Venezuela        | Estadio Unidad Bolivariana Bureche, Santa Marta |                                |
|                                        |             | Reporte   | Manuel Godoy 39' | Árbitro(s): Guillermo Guerrero                  | Árbitro(s): Guillermo Guerrero |

#### Jornada 5
| 21 de noviembre de 2017, 14:00 (UTC-5) | Bolivia                                   | 3:3 (2:3) | El Salvador                                                        | Estadio Unidad Bolivariana Bureche, Santa Marta |                                |
|                                        | Miguel Bengolea 26' · Ferddy Roca 11' 96' | Reporte   | Roberto Carlos López 23' · Ronald Cerritos 34' · Dennis García 45' | Árbitro(s): Guillermo Guerrero                  | Árbitro(s): Guillermo Guerrero |

| 21 de noviembre de 2017, 16:00 (UTC-5) | Venezuela | 0:1 (0:1) | Colombia            | Estadio Unidad Bolivariana Bureche, Santa Marta |                           |
|                                        |           | Reporte   | Jaminton Campaz 43' | Árbitro(s): Henry Gambeta                       | Árbitro(s): Henry Gambeta |

### Fase final

#### Tercer lugar
| 23 de noviembre de 2017, 14:00 (UTC-5) | Bolivia | 0:2 (0:2) | Venezuela                              | Estadio Unidad Bolivariana Bureche, Santa Marta |                          |
|                                        |         | Reporte   | Jorge Echeverría 13' · Esli García 35' | Árbitro(s): Luis Sánchez                        | Árbitro(s): Luis Sánchez |

#### Final
| 23 de noviembre de 2017, 16:00 (UTC-5) | Ecuador                                                 | 2:2 (1:1, 1:0) (t. s.)(4:5 p.) | Colombia                                              | Estadio Unidad Bolivariana Bureche, Santa Marta |                              |
|                                        | Santiago Micolta 40' · Jordan Rezabala 104'             | Reporte                        | 60' Deiber Caicedo · 114' Fabián Ángel                | Árbitro(s): Marlon Escalante                    | Árbitro(s): Marlon Escalante |
|                                        |                                                         | Tiros desde el punto penal     |                                                       |                                                 |                              |
|                                        | Porozo · Zambonino · Espinosa · Tafur · Plata · Delgado |                                | Meneses · Ángel · Caicedo · Vidal · Peñaloza · Campaz |                                                 |                              |

|                             |
| Bandera de Colombia         |
| Campeón Colombia 5.º título |

## Medallero
| Evento           | Oro | Plata | Bronce |
| ---------------- | --- | --- | --- |
| Fútbol masculino | Colombia (COL) | Ecuador (ECU) | Venezuela (VEN) |
| Equipos          | - Andrés Balanta - Andrés Felipe Perea - Christian Alfonso Andrade - Daniel José Melo Cabarcas - Deiber Caicedo - Deyman Cortés - Etilso Martínez - Fabián Ángel - Guillermo Tegue - Gustavo Carvajal - Jaminton Campaz - Juan David Vidal - Juan Peñaloza - Kevin Leonardo Mier - Luis Miguel López - Robert Mejía - Thomas Gutiérrez - Yadir Meneses - Entrenador: Orlando Restrepo | - César Parra - Danny Villigua - Fricson Lastra - Gerly Delgado - Gonzalo Plata - Iván Betancourt - Jackson Porozo - Jhon Campos - Joffre Monrroy - Jordan Rezabala - Joseph Espinoza - Julio Cárdenas - Kevin Sambonino - Mateo Ortiz - Samuel Perlaza - Santiago Micolta - Wellington Ramírez - Yarol Tafur - Entrenador: Xavier Rodríguez | - Adrián Zambrano - Brayan Palmezano - Carlos Olses - Christian Makoun - Cristian Cásseres Jr. - Diego Luna - Eduardo Fereira - Esli García - Johan Montes - Jorge Echeverría - Jorge Yriarte - José Barragán - José Rafael Reyes - Junior Alberto Moreno - Junior Paredes - Manuel Alejandro Godoy - Marco Gómez - Miguel Alejandro Silva - Entrenador: Rafael Dudamel |

## Estadísticas

### Tabla general
| Pos. | Selección   | Pts. | PJ | PG | PE | PP | GF | GC | Dif | Rend.   |
| ---- | ----------- | ---- | -- | -- | -- | -- | -- | -- | --- | ------- |
|      | Colombia    | 9    | 5  | 2  | 3  | 0  | 6  | 3  | 3   | 60 %    |
|      | Ecuador     | 9    | 5  | 2  | 3  | 0  | 11 | 4  | 7   | 60 %    |
|      | Venezuela   | 7    | 5  | 2  | 1  | 2  | 5  | 5  | 0   | 46.67 % |
| 4.   | Bolivia     | 5    | 5  | 1  | 2  | 2  | 6  | 9  | –3  | 33.33 % |
| 5.   | El Salvador | 1    | 4  | 0  | 1  | 3  | 3  | 10 | –7  | 8.33 %  |

### Tabla de goleadores
6 goles
- Jordan Rezabala

4 goles
- Ferddy Roca

2 goles
- Santiago Micolta

1 gol
- John García
- Miguel Bengolea
- Fabián Ángel
- Deiber Caicedo
- Jaminton Campaz
- Deyman Cortés
- Robert Mejía
- Sebastián Peñaloza
- Joseph Espinoza
- Gonzalo Plata
- Yarol Tafur
- Ronald Cerritos
- Dennis García
- Roberto Carlos López
- José Barragán
- Jorge Echeverría
- Esli García
- Manuel Godoy
- Christian Makoun

Fuente: